# 16 lipca
16 lipca jest 197. (w latach przestępnych 198.) dniem w kalendarzu gregoriańskim. Do końca roku pozostaje 168 dni.

## Święta
- Imieniny obchodzą: Andrzej, Atenogenes, Bartłomiej, Benedykt, Carmen, Dzierżysław, Dzirżysława, Ermegarda, Eustacjusz, Eustazja, Eustazjusz, Eustazy, Faust, Irmegarda, Kanmił, Maria, Ryta, Stefan, Walenty i Walentyn.
- Wspomnienia i święta w Kościele katolickim[1][2] obchodzą:
  - bł. Bartłomiej Fernandes od Męczenników (dominikański biskup)
  - Najświętsza Maryja Panna z góry Karmel, szkaplerz karmelitański (Matka Boża Szkaplerzna)
  - św. Maria Magdalena Postel (dziewica, założycielka Zgromadzenia Ubogich Córek Miłosierdzia, SMMP)

## Wydarzenia w Polsce

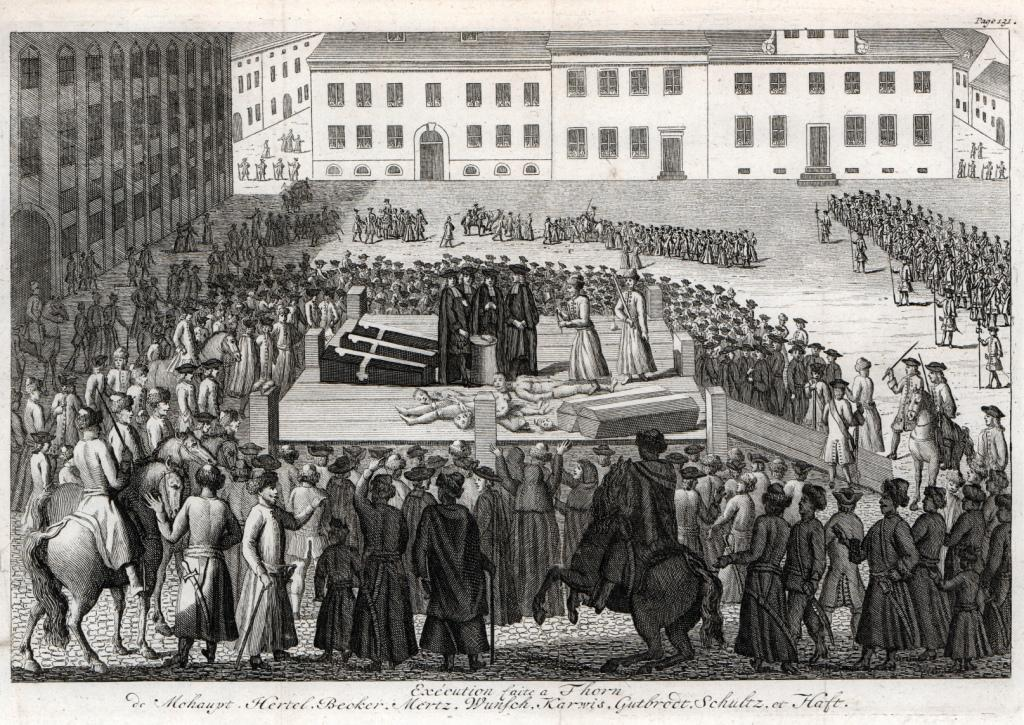
Egzekucja protestanckich przywódców tumultu toruńskiego (1724)

- 1401 – Anna Cylejska przybyła do Krakowa w celu zawarcia ślubu z królem Władysławem II Jagiełłą, który jednak na jego prośbę został przełożony.
- 1461 – Starosta rabsztyński Andrzej Tęczyński został zlinczowany w Krakowie przez tłum w odwecie za pobicie miejscowego płatnerza.
- 1519 – W Poznaniu otwarto Collegium Lubranscianum.
- 1526 – Król Zygmunt I Stary potwierdził przywileje nadane miastu Łasin za czasów krzyżackich.
- 1535 – Wojna litewsko-moskiewska: wojska polsko-litewskie po trzydniowym oblężeniu zdobyły twierdzę w Homlu.
- 1616 – Położono kamień węgielny pod budowę katedry Świętych Apostołów Piotra i Pawła w Łucku.
- 1625 – Uruchomiono pierwszą na Dolnym Śląsku regularną linię poczty konnej zwyczajnej na odcinku Wrocław-Praga-Wiedeń.
- 1683 – Król Jan III Sobieski położył kamień węgielny pod budowę zespołu klasztornego kapucynów w Warszawie.
- 1690 – Spłonęła bazylika jasnogórska.
- 1724 – W trakcie tzw. tumultu toruńskiego rozwścieczony tłum protestantów zdemolował kolegium jezuickie.
- 1756 – Biskup kijowski Kajetan Ignacy Sołtyk koronował obraz Matki Boskiej Berdyczowskiej.
- 1821 – Papież Pius VII bullą De salute animarum połączył unią personalną archidiecezję gnieźnieńską z nowo wyniesioną do rangi archidiecezji diecezją poznańską.
- 1848 – We Lwowie została założona organizacja kulturalno-oświatowa Matyca Hałycko-Ruska.
- 1887 – Założono Towarzystwo Miłośników Ziemi Śremskiej.
- 1903 – Rozpoczęto budowę szlaku turystycznego Orla Perć w Tatrach.
- 1908 – W wyniku wywołanej oberwaniem chmury gwałtownej powodzi we wsi Juszczyna koło Żywca zginęło 21 osób.
- 1915 – I wojna światowa: zwycięstwo wojsk austriackich nad rosyjskimi w bitwie pod Tuliłowem.
- 1919 – Zwycięstwem wojsk polskich zakończyła się wojna polsko-ukraińska.
- 1922 – W Katowicach podpisano akt przyłączenia części Górnego Śląska do Polski.
- 1933 – Wyemitowano premierowe wydanie Wesołej Lwowskiej Fali.
- 1934 – Podczas największej powodzi w historii międzywojennej Polski odnotowano rekord wysokości opadów w ciągu jednej doby. Na Hali Gąsienicowej spadło 255 mm deszczu.
- 1936 – W katastrofie samolotu RWD-9 na Zatoce Gdańskiej zginęli: gen. Gustaw Orlicz-Dreszer, ppłk Stefan Loth i kpt. pilot Aleksander Łagiewski.
- 1940 – W Olkuszu Niemcy w odwecie za śmierć niemieckiego żandarma rozstrzelali 20 zakładników.
- 1941:
  - W Deraźnem na Wołyniu ukraińscy policjanci rozstrzelali kilkunastu Polaków.
  - W Wilczym Szańcu pod Kętrzynem odbyła się narada pod przewodnictwem Adolfa Hitlera, w czasie której poinformował on, że postanowił przyłączyć tereny byłej Galicji Wschodniej do Generalnego Gubernatorstwa, rezygnując z planu utworzenia państwa ukraińskiego. Na naradzie ustalono również podział administracyjny okupowanych terytoriów ZSRR.
- 1942 – Niemcy utworzyli getto żydowskie w Przemyślu.
- 1943 – Rzeź wołyńska: oddziały UPA i SKW zaatakwały wsie Huta Stepańska i Wyrka bronione przez polską samoobronę, dzięki której udało się ewakuować większość ludności, poza 600 osobami zamordowanymi przez napastników.
- 1944 – Armia Czerwona zajęła Grodno.
- 1949 – Dokonano oblotu motoszybowca HWL Pegaz.
- 1960 – Podpisano polsko-amerykańską umowę indemnizacyjną.
- 1975 – Z lotniska w małopolskim Gawłówku samolotem An-2 z zamiarem ucieczki do Austrii wystartował Dionizy Bielański, którego kilka godzin później, 8 km od austriackiej granicy, zestrzelił czechosłowacki myśliwiec.
- 1980 – Lubelski Lipiec: rozpoczął się strajk lubelskich kolejarzy.
- 1992 – Prof. Henryk Skarżyński przeprowadził w Klinice Otolaryngologii Akademii Medycznej w Warszawie pierwszą w Polsce operację wszczepienia implantu ślimakowego.
- 1997 – Prezydent Aleksander Kwaśniewski podpisał tekst nowej Konstytucji RP, uchwalonej przez Zgromadzenie Narodowe 2 kwietnia tego roku.
- 1998:
  - Polska podpisała Protokół z Kioto.
  - Sejm RP przyjął ordynację wyborczą do rad gmin, rad powiatów i sejmików województw.
- 2004 – Sejm RP przyjął ustawę Prawo telekomunikacyjne.
- 2012 – Włoch Moreno Moser wygrał 69. Tour de Pologne.

## Wydarzenia na świecie
- 622 – Początek biegu kalendarza muzułmańskiego.
- 997 – Zwycięstwo wojsk bizantyjskich nad bułgarskimi w bitwie w wąwozie rzeki Spercheios.
- 1050 – Cesarz Henryk III Salicki nadał prawa miejskie Norymberdze.
- 1054 – Wysłannik papieża Leona IX nałożył ekskomunikę na patriarchę Konstantynopola Michała I Cerulariusza. Rozpoczęła się wielka schizma wschodnia zrywająca jedność Kościołów zachodniego i wschodniego.
- 1212 – Rekonkwista: armia chrześcijańska rozgromiła muzułmanów w bitwie pod Las Navas de Tolosa w Hiszpanii.
- 1228 – Franciszek z Asyżu został kanonizowany przez papieża Grzegorza IX.
- 1338 – Odbył się zjazd elektorów w Rhens na którym opowiedziano się przeciwko ingerencji papieża w wybór króla i przyszłego cesarza.
- 1377 – Ryszard II został koronowany na króla Anglii.
- 1439 – Z powodu epidemii dżumy w Anglii zakazano pocałunków.
- 1465 – Została stoczona nierozstrzygnięta bitwa pod Montlhéry między wojskami króla Francji Ludwika XI a oddziałami zbuntowanych wielkich panów feudalnych, zrzeszonych w tzw. Lidze Dobra Publicznego.
- 1518 – Król Portugalii Manuel I Szczęśliwy poślubił swą trzecią żonę Eleonorę Austriacką.
- 1519 – Zakończyła się tzw. dysputa lipska – akademicka dyskusja teologiczna, w której udział wzięli katolicki duchowny i legat papieski Jan Mayer von Eck i zwolennicy reform kościoła, twórcy Reformacji: Marcin Luter, Andreas Bodenstein i Filip Melanchton.
- 1546 – Poetka Anna Askew, oskarżona o herezję z powodu swych ewangelickich przekonań religijnych, niezgodnych z oficjalną doktryną episkopalnego Kościoła Anglii, po torturach w Tower of London została spalona na stosie.
- 1547 – Papież Paweł III wydał bullę ostatecznie określającą strukturę portugalskiej inkwizycji.
- 1562 – Sobór trydencki wydał dekret o Komunii pod dwiema postaciami i Komunii małych dzieci.
- 1607 – Rzeczpospolita i Imperium Osmańskie zawarły traktat pokojowy.
- 1627 – Piraci berberyjscy napadli na islandzki archipelag Vestmannaeyjar, biorąc do niewoli młode i zdrowe osoby, a pozostałe zabijając.
- 1641 – Wojna trzydziestoletnia: rozpoczęło się oblężenie Dorsten.
- 1661 – W Szwecji wprowadzono do obiegu pierwsze europejskie banknoty.
- 1669 – 230 osób zginęło w wyniku osunięcia ziemi ze wzgórza Mönchsberg w austriackim Salzburgu.
- 1676 – W Paryżu została ścięta trucicielka Madame de Brinvilliers.
- 1704 – Wojna o sukcesję hiszpańską: wojska francuskie rozpoczęły oblężenie Villingen.
- 1705 – III wojna północna: zwycięstwo wojsk szwedzkich nad rosyjskimi w bitwie pod Gemauerthof.
- 1707 – W Rzymie odbyło się premierowe wykonanie kantaty Dixit Dominus Georga Friedricha Händla do tekstu psalmu 110 (109).
- 1717 – Założono miasto Ciudad del Carmen w Meksyku.
- 1760 – Wojna siedmioletnia: zwycięstwo wojsk brytyjsko-hanowersko-heskich nad francuskimi w bitwie pod Emsdorfem.
- 1761 – Wojna siedmioletnia: zwycięstwo wojsk brytyjsko-hanowersko-brunszwicko-pruskich nad francuskimi w bitwie pod Velilinghausen.
- 1767 – Joanna de Chantal, Hieronim Emiliani, Jan Kanty, Józef Kalasanty, Józef z Kupertynu i Serafin z Montegranaro zostali kanonizowani przez papieża Klemensa XIII.
- 1768 – Poświęcono katedrę w hiszpańskiej Segowii.
- 1769 – Założono San Diego w Kalifornii.
- 1779 – Wojna o niepodległość Stanów Zjednoczonych: zwycięstwo wojsk amerykańskich w bitwie o Saint Point.
- 1782 – W Wiedniu odbyła się premiera opery komicznej Uprowadzenie z seraju Wolfganga Amadeusa Mozarta.
- 1790 – Założono Dystrykt Kolumbii (Waszyngton).
- 1809 – W La Paz w Boliwii wybuchło krwawo stłumione powstanie antyhiszpańskie.
- 1821 – Papież Pius VII wydał bullę De salute animarum, która regulowała status Kościoła katolickiego w Prusach.
- 1829 – Francisco Ramón Vicuña został p.o. prezydenta Chile.
- 1834 – William Lamb został premierem Wielkiej Brytanii.
- 1847 – Uchwalono Deklarację niepodległości Liberii.
- 1849 – Antoni Maria Claret założył w hiszpańskim Vic Zgromadzenie Misjonarzy Synów Niepokalanego Serca Błogosławionej Maryi Dziewicy (klaretynów).
- 1862 – Została odkryta Kometa Swifta-Tuttle’a.
- 1880 – W nocy z 15 na 16 lipca w pożarze domu historyka, poety i wydawcy Theodora Mommsena w Charlottenburgu (dziś dzielnica Berlina) spłonął datowany na VIII-IX wiek Codex Heidelbergensis 921, zawierający kopię dzieł Romana i Getica żyjącego w VI wieku gockiego kronikarza i historyka Jordanesa oraz trzy inne manuskrypty z jego tekstami.
- 1889 – Poświęcono sobór św. Włodzimierza w rosyjskim Saratowie.
- 1900 – Podczas II Letnich Igrzysk Olimpijskich w Paryżu Amerykanin Ray Ewry zdobył jednego dnia trzy złote medale w nierozgrywanych już konkurencjach skoku wzwyż, skoku w dal i trójskoku z miejsca.
- 1909:
  - Założono niemieckie przedsiębiorstwo motoryzacyjne Audi.
  - Został odsunięty od władzy szach Persji Mohammad Ali Szah Kadżar, a nowym szachem został jego 12-letni syn Ahmad Szah Kadżar.
- 1910:
  - John Robertson Duigan po raz pierwszy w historii Australii oderwał się od ziemi na samolocie własnej konstrukcji.
  - Joseph Helffrich odkrył planetoidę (702) Alauda.
- 1916 – Wybuchło antycarskie powstanie w Azji Środkowej.
- 1920:
  - Wszedł w życie podpisany 10 września poprzedniego roku traktat z Saint-Germain-en-Laye pomiędzy państwami Ententy a Austrią, będącą spadkobierczynią Austro-Węgier, w czasie I wojny światowej jednego z Państw Centralnych.
  - Zakończyła się konferencja w Spa.
- 1921 – Powstała Adżarska ASRR wchodząca w skład Gruzińskiej SRR.
- 1928 – W ZSRR utworzono Mordwiński Obwód Autonomiczny.
- 1930 – Rozpoczęły działalność amerykańskie Trans World Airlines (TWA).
- 1935:
  - W Oklahoma City zainstalowano pierwsze na świecie parkometry.
  - W trzęsieniu ziemi o sile 6,5 stopnia w skali Richtera na Tajwanie zginęło około 2700 osób.
  - Założono kostarykański klub piłkarski Deportivo Saprissa.
- 1937 – W katastrofie kolejowej w indyjskim mieście Patna zginęło 107 osób.
- 1940 – W Londynie otwarto Ognisko Polskie.
- 1941 – Front wschodni:
  - Wojska niemieckie zdobyły Smoleńsk.
  - W okolicach Witebska dostał się do niemieckiej niewoli Jakow Dżugaszwili, syn Józefa Stalina i jego pierwszej żony Jekatieriny Swanidze.
- 1942:
  - Dokonano oblotu niemieckiego samolotu transportowego i bombowego Junkers Ju 290.
  - Rozpoczęła się obława Vel d’Hiv – największe masowe aresztowanie francuskich Żydów.
- 1943 – W porcie w Algierze eksplodował norweski frachtowiec D/S „Bjørkhaug” z ładunkiem 1800 niemieckich min zebranych przez trałowce, w wyniku czego zginęło kilkaset osób.
- 1945 – Projekt Manhattan: na poligonie w Alamogordo w Nowym Meksyku przeprowadzono pierwszy próbny wybuch bomby atomowej.
- 1948:
  - I wojna izraelsko-arabska: wojska izraelskie zajęły bez walki Nazaret i rozpoczęły operację „Śmierć najeźdźcy” w północno-zachodniej pustyni Negew.
  - Dokonano oblotu brytyjskiego samolotu pasażerskiego Vickers Viscount.
  - Należący do linii lotniczych Cathay Pacific samolot Consolidated PBY Catalina został porwany podczas lotu z Makau do Hongkongu. Było to pierwsze porwanie samolotu pasażerskiego w historii. Ostatecznie maszyna spadła do Pacyfiku w delcie Rzeki Perłowej w pobliżu miasta Zhuhai, w wyniku czego zginęło 26 pasażerów i członków załogi, a jedyną osobą, która przeżyła katastrofę, był porywacz.
- 1950 – W finale rozgrywanych w Brazylii IV Mistrzostw Świata w Piłce Nożnej reprezentacja gospodarzy przegrała na stadionie Maracanã w Rio de Janeiro z Urugwajem 1:2.
- 1951:
  - Baldwin I Koburg, po abdykacji swego ojca Leopolda III Koburga, został królem Belgów.
  - Należący do australijskich linii Qantas samolot de Havilland DHA-3 spadł do morza u wybrzeży Papui-Nowej Gwinei z powodu awarii śmigła, w wyniku czego zginęło wszystkie 7 osób na pokładzie.
  - W USA ukazała się powieść Buszujący w zbożu J.D. Salingera.
- 1956 – Została zlikwidowana Karelsko-Fińska SRR i jako Karelska ASRR przyłączona do Rosyjskiej FSRR.
- 1957 – 58 osób zginęło w katastrofie holenderskiego samolotu Lockheed Constellation na indonezyjskiej wyspie Biak.
- 1960 – Radzieckie władze poinformowały o wycofaniu wszystkich 1390 swoich doradców i ekspertów z Chin. W ciągu następnego miesiąca ZSRR zerwał 12 umów gospodarczych i technologicznych oraz anulował 200 wspólnych projektów, co przypieczętowało rozłam radziecko-chiński.
- 1961 – 7 osób zginęło, a 116 zostało rannych w wyniku uderzenia pociągu osobowego w tył pociągu technicznego w angielskim Weeton-with-Preese.
- 1962 – Gerard Batliner został premierem Liechtensteinu.
- 1964 – Potwierdzono dokonanie pierwszego w historii zderzenia materii i antymaterii w akceleratorze cząstek Anello Di Accumulazione we włoskim Frascati.
- 1965 – Otwarto długi na 11,6 km Tunel du Mont Blanc łączący Courmayeur we Francji z Doliną Aosty we Włoszech.
- 1966 – Premier Wielkiej Brytanii Harold Wilson przybył z wizytą do Moskwy.
- 1967 – Macedoński Kościół Prawosławny ogłosił autokefalię od Serbskiego Kościoła Prawosławnego.
- 1968 – Państwa Układu Warszawskiego wystosowały ultimatum wobec Czechosłowacji.
- 1969 – Z Przylądka Canaveral na Florydzie wystrzelono statek kosmiczny Apollo 11 z pierwszą misją załogową na Księżyc.
- 1971 – Hiszpański dyktator Francisco Franco ogłosił swoim następcą księcia (późniejszego króla) Jana Karola Burbona.
- 1978 – Została założona Partia Socjalistów Katalonii.
- 1979:
  - Pierre Werner został po raz drugi premierem Luksemburga.
  - Saddam Husajn został prezydentem Iraku.
- 1980 – Na terenie University of Pennsylvania w Filadelfii rozpoczęły się dwudniowe zawody lekkoatletyczne Olympic Boycott Games 1980, w których wystartowali reprezentanci 29 z 65 krajów bojkotujących igrzyska olimpijskie w Moskwie.
- 1981 – Mahathir bin Mohamad został premierem Malezji.
- 1982 – George P. Shultz został sekretarzem stanu USA.
- 1983 – 20 osób zginęło w katastrofie brytyjskiego śmigłowca Sikorsky SH-3 Sea King na Morzu Celtyckim.
- 1988 – W Indianapolis Amerykanka Florence Griffith-Joyner ustanowiła aktualny do dziś rekord świata w biegu na 100 metrów (10,49 s.)
- 1990:
  - Malta złożyła wniosek o przyjęcie do Wspólnot Europejskich.
  - Ukraiński parlament ogłosił deklarację suwerenności.
  - W trzęsieniu ziemi na filipińskiej wyspie Luzon zginęło 1621 osób.
  - Został odkryty Pan, jeden z księżyców Saturna.
- 1992 – 25 osób zginęło, a 155 zostało rannych w zamachu bombowym w biznesowej dzielnicy Miraflores w stolicy Peru Limie, przeprowadzonym przez maoistowską organizację Świetlisty Szlak.
- 1996 – Nieudany zamach na konwój premiera Ukrainy Pawła Łazarenki.
- 1999:
  - Andris Šķēle został po raz drugi premierem Łotwy.
  - Klątwa Kennedych: u wybrzeży atlantyckiej wyspy Martha’s Vineyard rozbiła się awionetka pilotowana przez Johna F. Kennedy’ego Jr., syna byłego prezydenta. Oprócz pilota w katastrofie zginęły też jego żona i szwagierka.
- 2001 – W katastrofie górniczej w południowych Chinach zginęło ponad 200 osób.
- 2004:
  - Otwarto Park Milenijny w Chicago.
  - Tim Berners-Lee został odznaczony Orderem Imperium Brytyjskiego za stworzenie i rozwijanie usługi WWW.
- 2005 – 98 osób zginęło, a ponad 150 zostało rannych w zamachu samobójczym na stację gazową w irackim mieście Musayyib.
- 2006 – II wojna libańska: 8 Izraelczyków zginęło w ataku rakietowym Hezbollahu na Hajfę.
- 2007:
  - 11 osób zginęło, a 1120 zostało rannych w wyniku trzęsienia ziemi u wybrzeży Chūetsu w Japonii.
  - 86 osób zginęło, a ponad 180 zostało rannych w samobójczym zamachu bombowym kierowcy ciężarówki na budynek mieszczący biuro Patriotycznej Unii Kurdystanu w Kirkuku na północy Iraku.
- 2008:
  - Ustanowiono hymn Republiki Serbskiej w Bośni i Hercegowinie.
  - W katastrofie kolejowej pod Matruh w Egipcie zginęło 40 osób, a ponad 80 zostało rannych.
- 2009 – Islandzki parlament upoważnił rząd do złożenia wniosku o członkostwo w Unii Europejskiej.
- 2013 – Hazim al-Biblawi został premierem Egiptu.
- 2015 – Ömer Kalyoncu został premierem Cypru Północnego.
- 2016 – W nocy z 15 na 16 lipca w Turcji doszło do nieudanego wojskowego zamachu stanu.
- 2021 – Papież Franciszek wydał motu proprio Traditionis custodes ograniczające sprawowanie nadzwyczajnej formy rytu rzymskiego.
- 2022 – Cała ośmioosobowa załoga zginęła w katastrofie samolotu transportowego An-12 ukraińskich linii Meridan koło greckiego miasta Kawala.

## Zdarzenia astronomiczne ieksploracja kosmosu
- 1994 – Jowisz został trafiony fragmentami rozerwanej przez jego pole grawitacyjne komety Shoemaker-Levy 9.
- 2011 – Amerykańska sonda Dawn weszła na orbitę planetoidy (4) Westa.

## Urodzili się
- 1194 – Klara z Asyżu, włoska klaryska, święta (zm. 1253)
- 1486 – Andrea del Sarto, włoski malarz (zm. 1530)
- 1517 – Frances Brandon, angielska arystokratka (zm. 1559)
- 1540 – Alfonso Carafa, włoski duchowny katolicki, arcybiskup Neapolu, kardynał (zm. 1565)
- 1589 – Sinibaldo Scorza, włoski malarz (zm. 1631)
- 1594 – Luiza Juliana Wittelsbach, księżniczka Palatynatu Reńskiego, księżna Palatynatu-Zweibrücken-Veldenz (zm. 1640)
- 1611 – Cecylia Renata Habsburżanka, królowa Polski (zm. 1644)
- 1613 – Alderano Cibo, włoski kardynał (zm. 1700)
- 1636 – (lub 15 lipca) Christian Knorr von Rosenroth, niemiecki poeta, prozaik, dramaturg, mistyk (zm. 1689)
- 1660 – (data chrztu) Jakob Prandtauer, austriacki architekt (zm. 1726)
- 1661 – Pierre Le Moyne d’Iberville, francuski oficer marynarki, podróżnik, odkrywca (zm. 1706)
- 1693 – Cecilia Rosa De Jesús Talangpaz, filipińska zakonnica, Służebnica Boża (zm. 1731)
- 1714 – Marc-René de Montalembert, francuski generał, inżynier (zm. 1800)
- 1723 – Joshua Reynolds, brytyjski malarz, portrecista (zm. 1792)
- 1735 – Jan Benisławski, polski duchowny katolicki, biskup-koadiutor mohylewski (zm. 1812)
- 1746 – Giuseppe Piazzi, włoski astronom (zm. 1826)
- 1773 – Josef Jungmann, czeski pisarz, językoznawca, leksykograf, tłumacz (zm. 1847)
- 1776 – Ludwik Henryk Bojanus, polski lekarz, weterynarz, zoolog pochodzenia niemieckiego (zm. 1827)
- 1784 – Jacopo Ferretti, włoski prozaik, poeta, librecista (zm. 1852)
- 1795 – John Francis Davis, brytyjski dyplomata, sinolog, polityk, gubernator Hongkongu (zm. 1890)
- 1796 – Jean Baptiste Camille Corot, francuski malarz (zm. 1875)
- 1798:
  - Ignacy Bonawentura Bońkowski, polski prawnik, urzędnik państwowy, polityk (zm. 1884)
  - Eduard Friedrich Poeppig, niemiecki zoolog, botanik (zm. 1868)
- 1801 – (lub 16 czerwca) Julius Plücker, niemiecki matematyk, fizyk, wykładowca akademicki (zm. 1868)
- 1802 – George Godolphin Osborne, brytyjski arystokrata, polityk (zm. 1872)
- 1803 – Sarah Jackson, amerykańska pierwsza dama (zm. 1887)
- 1806 – Jacob Zeilin, amerykański generał piechoty morskiej (zm. 1880)
- 1812 – Celina Mickiewiczowa, żona Adama (zm. 1855)
- 1819 – Siegfried Heinrich Aronhold, niemiecki matematyk, wykładowca akademicki (zm. 1884)
- 1821:
  - Mary Baker Eddy, amerykańska mistyczka (zm. 1910)
  - Antoni Małecki, polski historyk literatury, historyk-mediewista, językoznawca, slawista, filolog klasyczny, heraldyk, dramaturg, wykładowca akademicki (zm. 1913)
- 1822:
  - Luigi Arditi, włoski kompozytor, dyrygent (zm. 1903)
  - Charles Sangster, kanadyjski poeta (zm. 1893)
- 1823 – Szymon Tokarzewski, polski działacz niepodległościowy, zesłaniec (zm. 1890)
- 1828 – José Rodrigues, portugalski malarz (zm. 1887)
- 1831 – Naser ad-Din Szah Kadżar, szach Iranu (zm. 1896)
- 1832 – Ludwik Georgeon, polski aktor, pedagog, uczestnik powstania styczniowego (zm. 1879)
- 1834 – Adolf Lüderitz, niemiecki kupiec, kolonizator (zm. 1886)
- 1836:
  - Stefan Denisewicz, polski duchowny katolicki, biskup pomocniczy mohylewski (zm. 1913)
  - Isidor Rosenthal, niemiecki fizjolog, wykładowca akademicki (zm. 1915)
- 1845 – Karl de Bouché, niemiecki witrażysta (zm. 1920)
- 1846:
  - Jakub Cieślewicz, polski lekarz, uczestnik powstania styczniowego (zm. 1930)
  - Friedrich Paulsen, niemiecki filozof, wykładowca akademicki (zm. 1908)
- 1848:
  - Leopold Landau, niemiecki ginekolog, działacz syjonistyczny pochodzenia żydowskiego (zm. 1920)
  - Eben E. Rexford, amerykański poeta, prozaik (zm. 1916)
- 1849 – Zygmunt Kramsztyk, polski okulista, publicysta, redaktor, wydawca medyczny, badacz literatury pochodzenia żydowskiego (zm. 1920)
- 1850 – Roman Abt, szwajcarski inżynier, wynalazca (zm. 1933)
- 1851 – Zachariasz Bohosiewicz, polski prawnik, polityk pochodzenia ormiańskiego (zm. 1911)
- 1852:
  - Adam Szymański, polski prawnik, publicysta, pisarz (zm. 1916)
  - Charles Vane-Tempest-Stewart, brytyjski arystokrata, polityk (zm. 1915)
- 1854 – Richard Frommel, niemiecki ginekolog-położnik (zm. 1912)
- 1855:
  - Hans Friedrich Geitel, niemiecki fizyk, nauczyciel (zm. 1923)
  - Rudolf Lindt, szwajcarski wynalazca i producent czekolady (zm. 1909)
  - Georges Rodenbach, belgijski nowelista, poeta (zm. 1898)
- 1856 – Adam Mokrzecki, polski generał podporucznik (zm. 1921)
- 1857 – Bolesław Domaniewski, polski pianista, pedagog (zm. 1926)
- 1858:
  - Petar Bojović, serbski marszałek polny (zm. 1945)
  - Czesław Czyński, polski okultysta, parapsycholog, pisarz, hipnotyzer, chiromanta (zm. 1932)
  - Henryk Sroka, polski pastor, teolog (zm. 1941)
  - Eugène Ysaÿe, beligijski kompozytor, skrzypek (zm. 1931)
- 1859 – Marija Blumental-Tamarina, rosyjska aktorka (zm. 1938)
- 1860:
  - Otto Jespersen, duński językoznawca, filolog angielski, wykładowca akademicki (zm. 1943)
  - George Alexander Pearre, amerykański polityk (zm. 1923)
- 1862 – Ida Wells-Barnett, amerykańska socjolog, dziennikarka, działaczka społeczna (zm. 1931)
- 1863:
  - Fannie Bloomfield-Zeisler, amerykańska pianistka pochodzenia austriacko-żydowskiego (zm. 1927)
  - Anderson Dawson, australijski polityk (zm. 1910)
- 1864:
  - Ludwik Napoleon Józef Bonaparte, francuski książę, generał porucznik (zm. 1932)
  - Jakub Górka, polski duchowny katolicki, historyk Kościoła (zm. 1917)
- 1865 – Maria Dąbrowska, polska aktorka (zm. 1952)
- 1866 – Aleksander Paszkiewicz, polski major piechoty armii Austro-Węgier (zm. 1915)
- 1867 – Innocenty (Jastriebow), rosyjski biskup prawosławny (zm. 1928)
- 1868 – Georges de la Chapelle, francuski tenisista (zm. 1923)
- 1869:
  - Kazimierz Czapla, polski adwokat, notariusz i działacz narodowy na Górnym Śląsku (zm. 1930)[3][4]
  - Kazimierz Lubomirski, polski ziemianin, działacz sportowy, dyplomata (zm. 1930)
- 1872 – Roald Amundsen, norweski badacz polarny (zm. 1928)
- 1873 – Jan Fryderyk Heurich, polski architekt, polityk (zm. 1925)
- 1874 – Ludwik Gutman, polski architekt pochodzenia żydowskiego (zm. 1942)
- 1875:
  - Lucy Hannah, amerykańska superstulatka (zm. 1993)
  - Elmer Livingston MacRae, amerykański malarz, rysownik (zm. 1953)
- 1876:
  - George Cloutier, kanadyjski gracz lacrosse (zm. 1946)
  - Edward Joseph Dent, brytyjski muzykolog, pedagog (zm. 1957)
  - Sławi Merdżanow, bułgarski anarchista, rewolucjonista (zm. 1901)
  - Alfred Stock, niemiecki chemik nieorganik (zm. 1946)
- 1877:
  - Maria Buyno-Arctowa, polska pisarka (zm. 1952)
  - Béla Schick, amerykański pediatra, fizjopatolog pochodzenia węgiersko-żydowskiego (zm. 1967)
  - Wilhelm Trendelenburg, niemiecki fizjolog (zm. 1946)
- 1879:
  - Bazyli Rogula, białoruski emigracyjny działacz narodowy, pisarz, polityk, poseł na Sejm i senator RP (zm. 1955)
  - Alfred Šerko, słoweński neurolog, psychiatra (zm. 1938)
- 1880 – Maximilien Sorre, francuski antropogeograf (zm. 1962)
- 1883:
  - Franz Nabl, austriacki pisarz (zm. 1974)
  - Charles Sheeler, amerykański malarz, fotograf (zm. 1965)
  - Tellef Wagle, norweski żeglarz sportowy (zm. 1957)
- 1884:
  - Maks Bryn, polski aktor pochodzenia żydowskiego (zm. ?)
  - Anna Wyrubowa, rosyjska dama dworu (zm. 1964)
- 1885 – Hana Benešová, czechosłowacka pierwsza dama (zm. 1974)
- 1886:
  - Pierre Benoit, francuski pisarz (zm. 1962)
  - Eberhard Buchwald, niemiecki fizyk-teoretyk, wykładowca akademicki (zm. 1975)
  - Heinie Conklin, amerykański aktor (zm. 1959)
  - Adolf Feder, ukraiński malarz pochodzenia żydowskiego (zm. 1943?)
  - Henryk Maria Fukier, polski przedsiębiorca (zm. 1959)
- 1887 – Floyd Gibbons, amerykański korespondent wojenny (zm. 1939)
- 1888 – Frits Zernike, holenderski fizyk, wykładowca akademicki, laureat Nagrody Nobla (zm. 1966)
- 1889 – Larry Semon, amerykański aktor, reżyser, scenarzysta i producent filmowy (zm. 1928)
- 1890:
  - Edward Kłoniecki, polski nauczyciel, poeta, literat (zm. 1956)
  - Thomas B. Stanley, amerykański przedsiębiorca, polityk (zm. 1970)
  - Carlos Carmelo de Vasconcellos Motta, brazylijski duchowny katolicki, arcybiskup Aparecidy, kardynał (zm. 1982)
- 1891 – Stanisław Beszczyński, polski działacz niepodległościowy i sportowy, dyplomata, powstaniec śląski (zm. 1947)
- 1892:
  - Michel Coiffard, francuski pilot wojskowy, as myśliwski (zm. 1918)
  - Stanisław Dąbrowski, polski malarz, grafik, historyk sztuki (zm. 1973)
  - Eugen Meindl, niemiecki generał (zm. 1951)
- 1893 – Władysław Imielski, polski górnik, działacz komunistyczny (zm. 1973)
- 1894 – Henryk Sławik, polski dziennikarz, powstaniec śląski, działacz socjalistyczny, Sprawiedliwy wśród Narodów Świata (zm. 1944)
- 1895:
  - Władimir Almendinger, rosyjski podpułkownik, działacz emigracyjny, publicysta, pisarz (zm. 1975)
  - Juliusz Miller, polski lekkoatleta, średniodystansowiec, piłkarz (zm. 1980)
- 1896:
  - Trygve Lie, norweski polityk, sekretarz generalny ONZ (zm. 1968)
  - Werner Moser, szwajcarski architekt (zm. 1970)
  - Otmar Freiherr von Verschuer, niemiecki biolog, eugenik, nazista (zm. 1969)
  - Józef Szarota, polski kapitan piechoty (zm. 1941)
- 1897:
  - Stefan Rosiak, polski historyk, archiwista (zm. 1973)
  - Zalla Zarana, słoweńska aktorka (zm. 1967)
- 1898:
  - August Eskelinen, fiński biathlonista (zm. 1987)
  - Józef Ludwik Różyski, polski rzeźbiarz, architekt pochodzenia żydowskiego (zm. 1974)
  - Qu Wu, chiński generał, polityk (zm. 1992)
  - Tatú, brazylijski piłkarz (zm. 1932)
- 1900 – Anna Śledziewska, polska tkaczka artystyczna, wykładowczyni akademicka (zm. 1979)
- 1901:
  - Leon Shamroy, amerykański operator filmowy (zm. 1974)
  - Karol Sidor, słowacki pisarz, publicysta, dyplomata, polityk, premier Słowacji (zm. 1953)
  - Marian Wodziański, polski wioślarz, pilot, inżynier mechanik (zm. 1983)
- 1902:
  - Aleksandr Łurija, rosyjski psycholog (zm. 1977)
  - Andrew L. Stone, amerykański reżyser, scenarzysta i producent filmowy (zm. 1999)
- 1903:
  - Fritz Bauer, niemiecki prawnik, sędzia, prokurator (zm. 1968)
  - Mary Philbin, amerykańska aktorka (zm. 1993)
- 1904:
  - George Gömöri, węgierski histolog, histochemik (zm. 1957)
  - Mirosław Mochnacki, polski matematyk (zm. 1970)
  - Goffredo Petrassi, włoski kompozytor (zm. 2003)
  - Léon-Joseph Suenens, belgijski duchowny katolicki, arcybiskup Mechelen-Brukseli, kardynał (zm. 1996)
- 1905:
  - Richard Corts, niemiecki lekkoatleta, sprinter (zm. 1974)
  - Witold Dalbor, polski historyk sztuki, konserwator zabytków (zm. 1954)
- 1906:
  - Lee Barnes, amerykański lekkoatleta, tyczkarz (zm. 1970)
  - Anne Brasz-Later, holenderska superstulatka (zm. 2020)
  - Feliks Krawiec, polski botanik (zm. 1939)
  - Vincent Sherman, amerykański aktor, reżyser filmowy pochodzenia żydowskiego (zm. 2006)
- 1907:
  - Jan Zbigniew Mikulski, polski pilot wojskowy, szybownik, instruktor (zm. 1999)
  - Barbara Stanwyck, amerykańska aktorka (zm. 1990)
  - Eileen Bennett Whittingstall, brytyjska tenisistka (zm. 1979)
- 1908:
  - Wasyl Barka, amerykański poeta, prozaik, tłumacz, literaturoznawca pochodzenia ukraińskiego (zm. 2003)
  - Jizhar Harari, izraelski polityk (zm. 1978)
- 1909:
  - Herman Lercher, polski aktor pochodzenia żydowskiego (zm. 2006)
  - Richard Shuttleworth, brytyjski kierowca wyścigowy, pilot, kolekcjoner (zm. 1940)
- 1910 – David Lack, brytyjski biolog ewolucyjny, ornitolog, ekolog, etolog (zm. 1973)
- 1911:
  - John Lautner, amerykański architekt (zm. 1994)
  - Ginger Rogers, amerykańska aktorka, tancerka (zm. 1995)
- 1912 – Milt Bocek, amerykański baseballista (zm. 2007)
- 1913 – Friedrich von Stülpnagel, niemiecki lekkoatleta, sprinter (zm. 1996)
- 1914:
  - Herbert Nürnberg, niemiecki bokser (zm. 1995)
  - Antonín Sochor, czechosłowacki wojskowy (zm. 1950)
- 1915 – Barnard Hughes, amerykański aktor (zm. 2006)
- 1916:
  - Jerzy Fabijanowski, polski procesor leśnictwa  (zm. 2008)
  - Liem Sioe Long, indonezyjski przedsiębiorca pochodzenia chińskiego (zm. 2012)
  - Krzysztof Sobieszczański, polski podporucznik, żołnierz AK, uczestnik powstania warszawskiego (zm. (1950)
- 1917 – Jan Styczyński, polski fotograf (zm. 1981)
- 1918 – Bernard Witucki, polski duchowny katolicki (zm. 1993)
- 1919:
  - Choi Kyu-ha, koreański polityk, premier i prezydent Korei Południowej (zm. 2006)
  - Teuvo Laukkanen, fiński biegacz narciarski (zm. 2011)
- 1920:
  - Henryk Łapiński, polski, bibliotekarz, doktor nauk humanistycznych (zm. 1975)
  - Bronisław Naczas, polski malarz, rysownik (zm. 1984)
- 1921:
  - Krste Crwenkowski, macedoński polityk komunistyczny (zm. 2001)
  - Leszek Dutka, polski malarz, rzeźbiarz, ceramik (zm. 2014)
- 1922:
  - Lidija Gaile, łotewska lekkoatletka, skoczkini w dal
  - Anatolij Karielin, radziecki generał major lotnictwa (zm. 1974)
  - George McGovern, amerykański polityk, senator (zm. 2012)
  - Ludwik Pindel, polski malarz (zm. 2001)
  - Jan Mendalka, polski polityk, poseł na Sejm PRL (zm. 2008)
  - Dmitrij Smirnow, rosyjski trener piłkarski (zm. 1989)
- 1923:
  - Andrzej Hausbrandt, polski teatrolog (zm. 2004)
  - Reginald Prentice, brytyjski polityk (zm. 2001)
- 1924:
  - Mario Castellacci, włoski dziennikarz, dramaturg, autor tekstów piosenek (zm. 2002)
  - Manfred Fojcik, polski piłkarz
- 1925:
  - Betty Lou Oliver, amerykańska windziarka (zm. 1999)
  - Szymon Pilecki, polski inżynier, badacz samolotów, działacz społeczności karaimskiej (zm. 2023)
  - Cal Tjader, amerykański multiinstrumentalista, kompozytor tworzący w nurcie latin jazz (zm. 1982)
- 1926:
  - Ivica Horvat, chorwacki piłkarz, trener (zm. 2012)
  - Wojciech Królikowski, polski fizyk (zm. 2019)
  - Heinrich Kwiatkowski, niemiecki piłkarz, bramkarz (zm. 2008)
  - Alfred Pfaff, niemiecki piłkarz (zm. 2008)
  - Irwin Rose, amerykański biolog, chemik, laureat Nagrody Nobla (zm. 2015)
  - Stef Wertheimer, izraelski przedsiębiorca, polityk, miliarder (zm. 2025)
- 1927:
  - Serge Baudo, francuski dyrygent
  - Bobby Evans, szkocki piłkarz, trener (zm. 2001)
  - Theodore Shackley, amerykański funkcjonariusz służb specjalnych (zm. 2002)
- 1928:
  - Anita Brookner, brytyjska pisarka (zm. 2016)
  - Bella Dawidowicz, amerykańska pianistka pochodzenia rosyjskiego
  - Nancy Jeffett, amerykańska tenisistka (zm. 2017)
  - Anna Lutosławska, polska aktorka (zm. 2022)
  - Jim Rathmann, amerykański kierowca wyścigowy (zm. 2011)
  - Robert Sheckley, amerykański pisarz science fiction (zm. 2005)
  - Andrzej Zawada, polski himalaista (zm. 2000)
- 1929:
  - Lew Hitch, amerykański koszykarz (zm. 2012)
  - Charles H. Joffe, amerykański producent filmowy (zm. 2008)
- 1930:
  - Michael Bilirakis, amerykański polityk
  - Jan Rabś, polski ekonomista, urzędnik konsularny (zm. 2014)
  - Gun Röring, szwedzka gimnastyczka (zm. 2006)
  - Helena Wiśniewska, polska lekkoatletka, sprinterka (zm. 2021)
- 1931:
  - Jan Prokop, polski poeta, prozaik, eseista, tłumacz (zm. 2023)
  - Georges Turlier, francuski kajakarz, kanadyjkarz
- 1932:
  - James Moynihan, amerykański duchowny katolicki, biskup Syracuse (zm. 2017)
  - Oleg Protopopow, rosyjski łyżwiarz figurowy (zm. 2023)
  - Jerzy Schönborn, polski krytyk filmowy, publicysta, animator kultury (zm. 2007)
- 1933:
  - Andrzej Bączyński, polski fizyk, wykładowca akademicki (zm. 2016)
  - Władimir Britaniszski, rosyjski poeta, prozaik, eseista, tłumacz (zm. 2015)
  - Agostino Gambino, włoski prawnik, polityk, minister poczty i telekomunikacji (zm. 2021)
  - Brad Harris, amerykański aktor, kulturysta, kaskader, producent wykonawczy (zm. 2017)
- 1934:
  - George Hilton, brytyjski aktor (zm. 2019)
  - Tomás Eloy Martínez, argentyński pisarz (zm. 2010)
  - Donald M. Payne, amerykański polityk (zm. 2012)
- 1935:
  - Giorgio Celli, włoski entomolog, etolog, pisarz, polityk (zm. 2011)
  - Marian Dziurowicz, polski działacz sportowy, prezes PZPN (zm. 2002)
- 1936:
  - Yasuo Fukuda, japoński polityk, premier Japonii
  - Leo Sterckx, belgijski kolarz torowy (zm. 2023)
- 1937:
  - Andrija Anković, jugosłowiański piłkarz (zm. 1980)
  - Richard Bryan, amerykański polityk, senator
  - Wlamir Marques, brazylijski koszykarz (zm. 2025)
  - Ada Rohowcewa, ukraińska aktorka
- 1938:
  - César Ramón Ortega Herrera, wenezuelski duchowny katolicki, biskup Margarity i Barcelony (zm. 2021)
  - Leszek Piotrowski, polski prawnik, adwokat, polityk, senator RP, wiceminister sprawiedliwości (zm. 2010)
- 1939:
  - Marian Król, polski agronom, samorządowiec, polityk, poseł na Sejm RP, wojewoda poznański (zm. 2024)
  - Dave Kunst, amerykański podróżnik
  - Corin Redgrave, brytyjski aktor (zm. 2010)
  - Mariele Ventre, włoska pianistka, pedagog (zm. 1995)
- 1940:
  - Carlos Cañete, argentyński bokser (zm. 2003)
  - Kazimierz Głowacki, polski kontradmirał, dyplomata wojskowy, szef WSI
  - Arthur Moreira Lima, brazylijski pianista (zm. 2024)
  - Carmo de Souza, brazylijski piłkarz (zm. 2008)
  - Paweł Śpiewok, polski piłkarz (zm. 2018)
- 1941:
  - Damian Damięcki, polski aktor
  - Desmond Dekker, jamajski wokalista reggae (zm. 2006)
  - Kálmán Mészöly, węgierski piłkarz, trener (zm. 2022)
  - Karl Stetter, niemiecki mikrobiolog
  - Dag Solstad, norweski pisarz (zm. 2025)
  - Hans Wiegel, holenderski prawnik, polityk, wicepremier, minister spraw wewnętrznych (zm. 2025)
  - Marek Wortman, polski reżyser filmowy i teatralny (zm. 2020)
- 1942:
  - Danuta Grabowska, polska nauczycielka, polityk, poseł na Sejm RP
  - Borys Nebijeridze, ukraiński aktor, reżyser i scenarzysta filmowy (zm. 2008)
  - Margaret Smith Court, australijska tenisistka
- 1943:
  - Reinaldo Arenas, kubański prozaik, poeta (zm. 1990)
  - Patricia Churchland, kanadyjska filozof
  - Bernard Kawka, polski muzyk, kompozytor
  - Peter Stasiuk, kanadyjski duchowny greckokatolicki, eparcha Melbourne (zm. 2025)
  - Tadeusz Sznuk, polski dziennikarz, prezenter radiowy i telewizyjny
- 1944:
  - Mirosława Jenek, polska polityk, poseł na Sejm PRL
  - Barbara Pietrzak, polska dziennikarka radiowa, esperantystka
  - Leopoldo Vallejos, chilijski piłkarz, bramkarz
- 1945:
  - Andrzej Sadowski, polski socjolog, profesor nauk humanistycznych
  - Jos Stelling, holenderski reżyser, scenarzysta i producent filmowy
  - Sam Webb, amerykański działacz komunistyczny
- 1946:
  - Monica Aspelund, fińska wokalistka, autorka tekstów piosenek, modelka
  - Pasza Christowa, bułgarska piosenkarka (zm. 1971)
  - Louise Fréchette, kanadyjska dyplomatka, zastępca sekretarza generalnego ONZ
  - John Hollins, angielski piłkarz, trener (zm. 2023)
  - Barbara Lee, amerykańska polityk, kongreswoman
  - Richard LeParmentier, amerykański aktor (zm. 2013)
  - Andrzej Sieledcow, polski strzelec sportowy
  - Ann Turkel, amerykańska aktorka
- 1947:
  - Alfonso Cortés Contreras, meksykański duchowny katolicki, arcybiskup metropolita Leónu
  - Eugeniusz Dutkiewicz, polski duchowny katolicki, pallotyn, jeden z prekursorów ruchu hospicyjnego w Polsce (zm. 2002)
  - Alexis Herman, amerykańska polityk, sekretarz pracy (zm. 2025)
  - Shigeru Kasamatsu, japoński gimnastyk
  - Michaił Maslin, rosyjski historyk filozofii, nauczyciel akademicki (zm. 2025)
  - Grażyna Pstrokońska-Nawratil, polska kompozytorka, pedagog
  - Ladislav Rygl, czeski kombinator norweski (zm. 2024)
  - Władimir Wałujew, rosyjski admirał
- 1948:
  - Rubén Blades, panamski piosenkarz, aktor, polityk
  - Manuel Clemente, portugalski duchowny katolicki, patriarcha Lizbony, kardynał
  - Lars Lagerbäck, szwedzki piłkarz, trener
  - Krzysztof Łoziński, polski pisarz, publicysta, alpinista, mistrz i instruktor wschodnich sztuk walki
  - Pinchas Zukerman, izraelski skrzypek, dyrygent
- 1949:
  - Marian Goliński, polski polityk, samorządowiec, poseł na Sejm RP (zm. 2009)
  - Iszenbaj Kadyrbiekow, kirgiski polityk
  - Mireille Testanière, francuska lekkoatletka, sprinterka
- 1950:
  - Milan Albrecht, słowacki piłkarz
  - Andrzej Bober, polski samorządowiec, polityk, poseł na Sejm RP
  - Candice DeLong, amerykańska profilerka FBI
  - Gabriel (Dinew), bułgarski biskup prawosławny
  - Innocenzo Donina, włoski piłkarz (zm. 2020)
  - Henri Grethen, luksemburski polityk
  - Piotr Paszkowski, polski urzędnik dyplomatyczny, tłumacz, rzecznik prasowy (zm. 2019)
  - Camille Saviola, amerykańska aktorka (zm. 2021)
- 1951:
  - Dan Bricklin, amerykański informatyk, przedsiębiorca pochodzenia żydowskiego
  - Giuseppe Marciante, włoski duchowny katolicki, biskup Cefalù
  - Alexandru Ioan Morțun, rumuński lekarz, polityk
  - Surya Paloh, indonezyjski przedsiębiorca, polityk
- 1952:
  - Stewart Copeland, amerykański perkusista, członek zespołu The Police
  - Zbigniew Galor, polski socjolog, esperantysta, publicysta (zm. 2017)
  - Hanna Jallouf, syryjski duchowny katolicki, wikariusz apostolski Aleppo
  - Zbigniew Klapa, polski lekkoatleta, chodziarz
  - Juliane Plambeck, niemiecka terrorystka (zm. 1980)
- 1953:
  - Mirko Bernardi, włoski kolarz torowy
  - Franciszek Kukla, polski hokeista, bramkarz
  - Zsuzsanna Németh, węgierska ekonomistka, bankowiec, polityk
- 1954:
  - Nicholas Frankau, brytyjski aktor
  - Rajmund Miller, polski otorynolaryngolog, samorządowiec, polityk, poseł na Sejm RP (zm. 2024)
  - Moacir Silva, brazylijski duchowny katolicki, arcybiskup Ribeirão Preto
  - Tadeusz Wrona, polski pilot cywilny i szybowcowy
- 1955:
  - Zohar Argow, izraelski piosenkarz
  - Zenon Chojnicki, polski szachista (zm. 2024)
  - Włodzimierz Heliński, polski żużlowiec
  - Michel Pansard, francuski duchowny katolicki, biskup Évry-Corbeil-Essonnes
  - Jarosław Wojciechowski, polski poeta, prozaik
- 1956:
  - Lutz Eigendorf, niemiecki piłkarz
  - Tony Kushner, amerykański dramaturg pochodzenia żydowskiego
  - George Lyon, brytyjski polityk
  - Marek Mazur, polski polityk, samorządowiec, wicewojewoda łódzki
  - Edward Nalbandjan, ormiański dyplomata, polityk
- 1957:
  - Rimantas Dagys, litewski chemik, polityk
  - Alan Donnelly, brytyjski polityk
  - Faye Grant, amerykańska aktorka
  - Konrad Kornatowski, polski prawnik, prokurator, były komendant główny Policji
  - Aleksandra Marinina, rosyjska pisarka
  - Adam Robak, polski florecista
  - Włodzimierz Smolarek, polski piłkarz (zm. 2012)
- 1958:
  - Sabine de Bethune, belgijska i flamandzka prawnik, polityk
  - Michael Flatley, amerykański tancerz, choreograf, flecista pochodzenia irlandzkiego
  - Lee Roy Murphy, amerykański bokser
  - Mike D. Rogers, amerykański polityk, kongresman
  - Barbara Zgadzaj, polska lekkoatletka, sprinterka
- 1959:
  - Waldemar Doskocz, polski kierowca rajdowy
  - Anna Gotz-Więckowska, polska okulistka
  - Kari Härkönen, fiński biegacz narciarski
  - Jürgen Ligi, estoński polityk
  - Artur Stopka, polski duchowny katolicki, dziennikarz
  - Gerd Wessig, niemiecki lekkoatleta, skoczek wzwyż
- 1960:
  - Wołodymyr Hawryłow, ukraiński piłkarz, bramkarz
  - Leila Kenzle, amerykańska aktorka
  - Christoph Mörgeli, szwajcarski historyk medycyny, polityk
  - Maciej Mróz, polski historyk, politolog, watykanista, wykładowca akademicki
  - Maciej Orłoś, polski aktor, dziennikarz i prezenter telewizyjny
  - Terry Pendleton, amerykański baseballista
- 1961:
  - Takeshi Ōki, japoński piłkarz, trener
  - Artur Płokszto, litewski fizyk, polityk pochodzenia polskiego
  - Ireneusz Serwotka, polski działacz sportowy, samorządowiec, polityk, prezydent Wodzisławia Śląskiego, starosta wodzisławski (zm. 2024)
- 1962:
  - Mirosław Adamczyk, polski duchowny katolicki, arcybiskup, nuncjusz apostolski
  - Uwe Hohn, niemiecki lekkoatleta, oszczepnik
  - Natalja Lisowska, rosyjska lekkoatletka, kulomiotka
- 1963:
  - Phoebe Cates, amerykańska aktorka
  - Srečko Katanec, słoweński piłkarz, trener
  - Anna Lebet-Minakowska, polska archeolog, muzealnik
  - Piotr Wrzosowski, polski gitarzysta rockowy (zm. 2016)
- 1964:
  - Aszot Anastasjan, ormiański szachista (zm. 2016)
  - Nino Burdżanadze, gruzińska polityk
  - Phil Hellmuth, amerykański pokerzysta
  - Miguel Indurain, hiszpański kolarz szosowy
  - Kevin Levrone, amerykański kulturysta, aktor, muzyk
- 1965:
  - Gianni Faresin, włoski kolarz szosowy
  - Wacław Gojniczek, polski historyk, wykładowca akademicki
  - Rufus Keppel, brytyjski arystokrata
  - Milan Ohnisko, czeski poeta, redaktor
  - Charles Smith, amerykański koszykarz
  - Marek Szczęsny, polski malarz, wykładowca akademicki
- 1966:
  - Scott Derrickson, amerykański reżyser, scenarzysta i producent filmowy
  - Ana Redondo, hiszpańska polityk
  - Michaił Tatarinow, rosyjski hokeista
- 1967:
  - Jonathan Adams, amerykański aktor
  - Will Ferrell, amerykański aktor, scenarzysta i producent filmowy
  - Eissa Meer, emiracki piłkarz
  - Ibrahim Meer, emiracki piłkarz
  - Joel Stransky, południowoafrykański rugbysta
- 1968:
  - Maciej Adamek, polski reżyser i scenarzysta filmowy
  - Leonid Agutin, rosyjski piosenkarz, kompozytor, autor tekstów
  - Leo Peelen, holenderski kolarz torowy i szosowy (zm. 2017)
  - Larry Sanger, amerykański filozof, współzałożyciel Wikipedii
- 1969:
  - Karina Arroyave, kolumbijska aktorka
  - Ołeś Buzyna, ukraiński dziennikarz, pisarz (zm. 2015)
  - Jerome Dillon, amerykański perkusista
  - Piotr Kaszubowski, polski historyk, etnograf, regionalista, animator kultury, publicysta, poeta
- 1970:
  - Dariusz Białkowski, polski kajakarz
  - Fabio Casartelli, włoski kolarz szosowy (zm. 1995)
  - Raimonds Miglinieks, łotewski koszykarz, trener
  - Wang Hee-kyung, południowokoreańska łuczniczka
  - Apichatpong Weerasethakul, tajski scenarzysta, producent i reżyser filmowy
- 1971:
  - Jon Bakero, hiszpański piłkarz
  - Bibiana Beglau, niemiecka aktorka
  - Corey Feldman, amerykański aktor
  - Juliet Holness, jamajska polityczka
  - Ed Kowalczyk, amerykański wokalista pochodzenia polskiego, lider zespołu LIVE
  - Andrea Kuklová, słowacka koszykarka
- 1972:
  - François Drolet, kanadyjski łyżwiarz szybki, specjalista short tracku
  - Maciej Durczak, polski menedżer i producent muzyczny
  - Oleg Ogorodov, uzbecki tenisista
  - Michał Zieliński, polski polityk, wojewoda wielkopolski
- 1973:
  - Dariusz Banasik, polski piłkarz, trener
  - Maria Carla Bresciani, włoska lekkoatletka, tyczkarka
  - Stefano Garzelli, włoski kolarz szosowy
  - Igor Nikołowski, mecedoński piłkarz
  - Marcus Pretzell, niemiecki prawnik, polityk, eurodeputowany
  - Filip Rybakowski, polski psychiatra, wykładowca akademicki
  - Wilson Seiwari, nigeryjski zapaśnik
- 1974:
  - Hryhorij Chiżniak, ukraiński koszykarz (zm. 2018)
  - Jeremy Enigk, amerykański gitarzysta, członek zespołu The Fire Theft
  - Espido Freire, hiszpańska pisarka
  - Giuseppe Giordano, włoski strzelec sportowy
  - Kamil Kiereś, polski trener piłkarski
  - Alexander Maier, austriacki snowboardzista
  - Maret Maripuu, estońska prawniczka, działaczka samorządowa, polityk
  - Massimo Marazzina, włoski piłkarz
  - Ryan McCombs, amerykański gitarzysta, członek zespołów SOiL i Drowning Pool
  - Yaqout Mubarak, emiracki piłkarz, bramkarz
  - Chris Pontius, amerykański aktor, scenarzysta, osobowość telewizyjna
- 1975:
  - Diana Kowaczewa, bułgarska prawnik, polityk
  - Bas Leinders, belgijski kierowca wyścigowy
  - Margarita Marbler, austriacka narciarka dowolna pochodzenia rosyjskiego
  - Jamie Oliver, brytyjski muzyk, kompozytor, członek zespołu Lostprophets
  - Manuel Sanhouse, wenezuelski piłkarz, bramkarz
- 1976:
  - Wojciech Bychawski, polski koszykarz, trener
  - Tomasz Kuchar, polski kierowca rajdowy
  - Hałyna Markuszewśka, ukraińska piłkarka ręczna
  - Romain Haguenauer, francuski trener łyżwiarstwa figurowego
  - Carlos Humberto Paredes, paragwajski piłkarz
  - Anna Smasznowa, izraelska tenisistka pochodzenia białoruskiego
  - Peter Van der Heyden, belgijski piłkarz
- 1977:
  - Matt Carthy, irlandzki samorządowiec, polityk
  - Andrij Dykań, ukraiński piłkarz, bramkarz
  - Giulian Ilie, rumuński bokser
- 1978:
  - Krzysztof Kłosek, polski muzyk, kompozytor, wokalista, członek zespołów: Horrorscope, Black From The Pit, Darzamat, Thorn. S i Killjoy
  - Magali Luyten, belgijska wokalistka, członkini zespołu Beautiful Sin
- 1979:
  - Sorin Anghel, farerski piłkarz, trener pochodzenia rumuńskiego
  - Kim Christensen, duński piłkarz, bramkarz
  - Joé Flick, luksemburski piłkarz
  - Marcin Krzyżanowski, polski samorządowiec, wicemarszałek województwa dolnośląskiego
  - Jayma Mays, amerykańska aktorka
  - Chris Mihm, amerykański koszykarz
  - Kim Rhode, amerykańska strzelczyni sportowa
  - Robbie Russell, amerykański piłkarz pochodzenia ghańskiego
- 1980:
  - Lindsey Berg, amerykańska siatkarka
  - Travis Brooks, australijski hokeista na trawie
  - Swietłana Fieofanowa, rosyjska lekkoatletka, tyczkarka
  - Jesse Jane, amerykańska modelka i aktorka pornograficzna (zm. 2024)
  - Konrad Katarzyński, polski lekkoatleta, trójskoczek
- 1981:
  - Hubert Gotkowski, polski filmowiec niezależny
  - Wiktor Janukowycz (młodszy), ukraiński polityk (zm. 2015)
  - Robert Kranjec, słoweński skoczek narciarski
  - Oriana Małachowska, polska judoczka
  - Zach Randolph, amerykański koszykarz
  - Vicente Rodriguez, hiszpański piłkarz
- 1982:
  - Jarosław Dołęga, polski hokeista
  - André Greipel, niemiecki kolarz szosowy
  - Steve Hooker, australijski lekkoatleta, tyczkarz
- 1983:
  - Irene Jansen, holenderska piosenkarka
  - Duncan Keith, kanadyjski hokeista
  - Annie Lööf, szwedzka polityk
  - Patryk Rombel, polski piłkarz ręczny, trener
  - Zhang Xiangxiang, chiński sztangista
- 1984:
  - María José Argeri, argentyńska tenisistka
  - Jigyel Ugyen Wangchuck, bhutański książę, następca tronu
- 1985:
  - Dejan Jaković, kanadyjski piłkarz pochodzenia serbskiego
  - Johnny McKinstry, północnoirlandzki trener piłkarski
  - Rebecca Muambo, kameruńska zapaśniczka
  - Julija Ratkiewicz, białorusko-azerska zapaśniczka
  - Rosa Salazar, amerykańska aktorka pochodzenia peruwiańskiego
- 1986:
  - Dustin Boyd, kanadyjski hokeista
  - Gideon Buthelezi, południowoafrykański bokser
  - Timofiej Mozgow, rosyjski koszykarz
- 1987:
  - Moussa Dembélé, belgijski piłkarz pochodzenia malijskiego
  - Temalangeni Dlamini, suazyjska ekkoatletka, sprinterka
  - Raphaël Gagné, kanadyjski kolarz górski i przełajowy
  - Magdalena Krukowska, polska kajakarka
  - AnnaLynne McCord, amerykańska aktorka, modelka
  - Sandra Pawełczak, polska kajakarka
- 1988:
  - Sergio Busquets, hiszpański piłkarz
  - Eric Johannesen, niemiecki wioślarz
  - Costanza Manfredini, włoska siatkarka
  - Bruno Ecuele Manga, gaboński piłkarz
  - Mike Scott, amerykański koszykarz
  - Lubow Szulika, ukraińska kolarka torowa
- 1989:
  - Gareth Bale, walijski piłkarz
  - Tony Bishop, amerykański koszykarz
  - Azubuike Egwuekwe, nigeryjski piłkarz
  - Marlena Ertman, polska wioślarka
  - Natasza Górnicka, polska piłkarka
  - Marija Milović, czarnogórska siatkarka
- 1990:
  - Kyle Kaplan, amerykański aktor, didżej, producent muzyczny
  - Asuman Karakoyun, turecka siatkarka
  - Büşra Kılıçlı, turecka siatkarka
  - James Maslow, amerykański aktor, tancerz, piosenkarz, autor tekstów
  - Justyna Ostrowska, polska lekkoatletka, trójskoczkini
  - Michaela Stará, czeska koszykarka
  - Lidewij Welten, holenderska hokeistka na trawie
  - Johann Zarco, francuski motocyklista wyścigowy
- 1991:
  - Rusłan Cariow, kirgiski zapaśnik pochodzenia rosyjskiego
  - Enrico Golinucci, sanmaryński piłkarz
  - Emma Louise, australijska piosenkarka, autorka tekstów
  - Robert McHugh, szkocki piłkarz
  - Fanol Përdedaj, kosowski piłkarz
  - Nate Schmidt, amerykański hokeista
  - Markus Schulte-Lünzum, niemiecki kolarz górski i przełajowy
  - Alexandra Shipp, amerykańska aktorka
  - Andros Townsend, angielski piłkarz
  - Sam Webster, nowozelandzki kolarz torowy
- 1992:
  - Guzior, polski raper, autor tekstów
  - Igo, polski piosenkarz, kompozytor, autor tekstów
  - Agnieszka Kaczorowska, polska aktorka, tancerka
  - Angelika Kowalska, polska koszykarka
  - Sun Mengran, chińska koszykarka
  - Samara Rodrigues de Almeida, brazylijska siatkarka
  - Jarosław Zyskowski (młodszy), polski koszykarz
- 1993:
  - Ołeksandr Ipatow, ukraiński szachista
  - Francynne Jacintho, brazylijska siatkarka
  - Dariusz Standerski, polski ekonomista, polityk, wiceminister
- 1994:
  - Torbjørn Bergerud, norweski piłkarz ręczny, bramkarz
  - Krisztina Garda, węgierska piłkarka wodna
  - Mark Indelicato, amerykański aktor, piosenkarz
  - Shericka Jackson, jamajska lekkoatletka, sprinterka
  - Elina Michina, kazachska lekkoatletka, sprinterka
- 1995:
  - Jennifer Haben, niemiecka wokalistka, autorka tekstów, muzyk, członkini zespołu Beyond the Black
  - Kortney Hause, angielski piłkarz
  - Mateusz Kwaśniewski, polski lekkoatleta, oszczepnik
- 1996:
  - Marta Duda, polska siatkarka
  - Hassani Gravett, amerykański koszykarz
  - Luke Hemmings, australijski wokalista, muzyk, członek zespołu 5 Seconds of Summer
  - Amath Ndiaye, senegalski piłkarz
  - Kamil Semeniuk, polski siatkarz
- 1997 – Marjan Szwed, ukraiński piłkarz
- 1998:
  - Ty-Shon Alexander, amerykański koszykarz
  - Orałchan Ömyrtajew, kazachski piłkarz
  - Marija Wadiejewa, rosyjska koszykarka
- 1999:
  - Moussa Djoumoi, komoryjski piłkarz
  - Frida Maanum, norweska piłkarka
  - Santiago Rodríguez Taverna, argentyński tenisista
  - Dominik Wilczek, polski koszykarz
- 2000:
  - Gamid Agałarow, rosyjski piłkarz
  - Annika Hocke, niemiecka łyżwiarka figurowa
  - Shinkichi Okui, japoński zapaśnik
- 2001
  - Konrad de la Fuente, amerykański piłkarz pochodzenia haitańsko-dominikańskiego
  - Joanna Garland, tajwańska tenisistka
- 2002:
  - Paulos Abraham, szwedzki piłkarz pochodzenia erytrejskiego
  - Wita Akimowa, rosyjska siatkarka
  - Mohamed Awad Alla, sudański piłkarz
  - Francesco Sani, włoski siatkarz
- 2003:
  - Anthony Ammirati, francuski lekkoatleta, tyczkarz
  - Yōsuke Furukawa, japoński piłkarz
  - Matheus Martins, brazylijski piłkarz
  - Rikelme, brazylijski piłkarz
  - Emiliano Rodríguez, urugwajski piłkarz
  - Luciano Rodríguez, urugwajski piłkarz
  - Aman Sehrawat, indyjski zapaśnik
- 2004 – Amiah Miller, amerykańska aktorka
- 2005 – Lia Böhme, niemiecka skoczkini narciarska

## Zmarli
- 866 – Irmingarda z Chiemsee, księżniczka wschodniofrankijska, zakonnica (ur. 831-833)
- 947 – Tadabumi Fujiwara, japoński siogun (ur. 873)
- 1216 – Innocenty III, papież (ur. 1161)
- 1324 – Go-Uda, cesarz Japonii (ur. 1267)
- 1342 – Karol Robert, król Węgier i Chorwacji (ur. 1288)
- 1370 – Agnieszka z Lichtenburka, księżna ziębicka (ur. ?)
- 1390 – Andrea Bontempi Martini, włoski kardynał (ur. ?)
- 1461 – Andrzej Tęczyński, polski szlachcic, poliyk (ur. 1412/13)
- 1487 – Charlotta, królowa Cypru (ur. 1444)
- 1509 – Mikołaj Radziwiłłowicz, kanclerz wielki litewski i wojewoda wileński, kasztelan trocki, namiestnik nowogródzki i bielski, namiestnik smoleński (ur. ?)
- 1517 – Alfonso Petrucci, włoski kardynał (ur. 1491)
- 1546 – Anna Askew, angielska poetka (ur. 1521)
- 1553 – Bernardino Maffei, włoski duchowny katolicki, biskup Massy Marittimy, arcybiskup Chieti, kardynał (ur. 1514)
- 1557 – Anna z Kleve, królowa Anglii, czwarta żona Henryka VIII Tudora (ur. 1515)
- 1576 – Isabella de’ Medici, włoska arystokratka (ur. 1542)
- 1590 – Bartłomiej Fernandes od Męczenników, portugalski dominikanin, arcybiskup Bragi, błogosławiony (ur. 1514)
- 1594 – Thomas Kyd, angielski dramaturg (ur. 1558)
- 1612 – Leonardo Donato, doża Wenecji (ur. 1536)
- 1631 – (lub 18 lipca) Gabriel Prowancjusz Władysławski, polski duchowny katolicki, sekretarz królewski, wychowawca dzieci króla Zygmunta III Wazy (ur. ok. 1570)
- 1644 – Giovanni Biliverti, włoski malarz (ur. 1585)
- 1645 – Andrzej de Soveral, brazylijski jezuita, misjonarz, męczennik, błogosławiony (ur. ok. 1572)
- 1662 – Alfons IV d’Este, książę Modeny i Reggio (ur. 1634)
- 1663 – Wilhelm VI, landgraf Hesji-Kassel (ur. 1629)
- 1664 – Andreas Gryphius, niemiecki poeta, dramaturg (ur. 1616)
- 1665 – Melchior Ferdynand de Gaschin, starosta księstwa opolsko-raciborskiego (ur. 1581)
- 1676 – Madame de Brinvilliers, francuska trucicielka (ur. 1630)
- 1691 – François Michel Le Tellier de Louvois, francuski polityk, minister wojny (ur. 1641)
- 1696 – Heinrich Podewils, pruski generał, strateg wojskowy, polityk (ur. 1615)
- 1716 – David von Fletscher, saski kupiec, ziemianin, królewsko-polski i elektorsko-saski tajny radca pochodzenia szkockiego (ur. 1646)
- 1727 – Gaspare Gori-Mancini, włoski duchowny katolicki, biskup Malty (ur. 1653)
- 1729 – Johann David Heinichen, niemiecki kompozytor (ur. 1683)
- 1739 – Charles-François de Cisternay Du Fay, francuski chemik, fizyk (ur. 1698)
- 1740:
  - Jan Kupecký, słowacki malarz (ur. 1667)
  - Maria Anna von Pfalz-Neuburg, księżniczka palatynacka, królowa Hiszpanii (ur. 1667)
- 1747 – Giuseppe Maria Crespi, włoski malarz (ur. 1665)
- 1763 – Jacques-Martin Hotteterre, francuski kompozytor, flecista (ur. 1674)
- 1764 – (w nocy z 15 na 16 lipca) Iwan VI Romanow, car Rosji (ur. 1740)
- 1782 – Ludwika Ulryka Hohenzollern, księżniczka pruska, królowa Szwecji (ur. 1720)
- 1789 – Domenico Caracciolo, neapolitański polityk (ur. 1715)
- 1807 – Michał Jan Hube, polski nauczyciel, fizyk, matematyk (ur. 1737)
- 1810 – André Lamarre, haitański generał (ur. ?)
- 1828 – William Few, amerykański prawnik, wojskowy, polityk (ur. 1748)
- 1839 – Józef Niemojewski, polski generał brygady (ur. 1769)
- 1846 – Maria Magdalena Postel, francuska zakonnica, święta (ur. 1756)
- 1847 – Friedrich Burdach, niemiecki neuroanatom, fizjolog, wykładowca akademicki (ur. 1776)
- 1848:
  - Józef Burniewicz, polski major, uczestnik powstania listopadowego (ur. ok. 1782)
  - Jean Georges Collomb, francuski duchowny katolicki, marista, misjonarz, biskup, wikariusz apostolski Melanezji (ur. 1816)
  - Maciej Wodziński, polski szlachcic, polityk (ur. 1782)
- 1854 – Abbas I Pasza, regent Egiptu, następnie gubernator Egiptu, Sudanu, Hidżazu, Morei, Tasos i Krety (ur. 1813)
- 1857 – Pierre-Jean de Béranger, francuski poeta, autor tekstów piosenek (ur. 1780)
- 1860 – Gustaw Adolf Sennewald, polski księgarz, wydawca pochodzenia niemieckiego (ur. 1804)
- 1868 – Dmitrij Pisariew, rosyjski krytyk literacki, publicysta (ur. 1840)
- 1874:
  - Apostol Arsache, rumuński polityk, premier Rumunii (ur. 1789)
  - Wiktor Heltman, polski działacz niepodległościowy, publicysta (ur. 1796)
- 1879:
  - Franciszka Nimfa von Gaschin-Rosenberg, polska pianistka, kompozytorka, filantropka (ur. 1817)
  - Konrad Martin, niemiecki duchowny katolicki, biskup Paderborn (ur. 1812)
  - Maria Teresa, księżniczka sabaudzka, księżna Lukki i Parmy (ur. 1803)
- 1881 – Antoni Bryk, polski chirurg (ur. 1820)
- 1882 – Mary Todd Lincoln, amerykańska pierwsza dama (ur. 1818)
- 1884 – Pedro Luís Pereira de Sousa, brazylijski poeta (ur. 1839)
- 1892 – Charles de Lorencez, francuski generał (ur. 1814)
- 1896 – Edmond de Goncourt, francuski pisarz, krytyk literacki, wydawca (ur. 1822)
- 1898 – James Morrison Harris, amerykański prawnik, polityk (ur. 1817)
- 1900:
  - Paweł Lang Fu, chiński męczennik i święty katolicki (ur. 1893)
  - Lang Yang, chińska męczennica i święta katolicka (ur. 1871)
  - Teresa Zhang He, chińska męczennica i święta katolicka (ur. 1864)
- 1902:
  - Emmet Enos, amerykański lekarz (ur. 1866)
  - Leopold Ordenstein, niemiecki lekarz (ur. 1835)
- 1903 – Feliks Urbanowicz, polski embriolog, zoolog (ur. 1863)
- 1904:
  - Hryhorij Hładyłowycz, ukraiński duchowny greckokatolicki, administrator dekanatu birczańskiego (ur. 1817)
  - Jan Kacper Wdowiszewski, polski architekt (ur. 1853)
- 1905 – Feliks Krzesiński, polski tancerz, choreograf (ur. 1823)
- 1907 – Théobald Chartran, francuski malarz (ur. 1849)
- 1908 – René Panhard, francuski konstruktor samochodów, kierowca wyścigowy (ur. 1841)
- 1910 – Albert Anker, szwajcarski malarz, grafik (ur. 1831)
- 1911 – August Harambašić, chorwacki poeta, polityk (ur. 1861)
- 1912 – Lotten von Feilitzen, szwedzka pianistka (ur. 1829)
- 1915 – Ellen G. White, amerykańska prorokini, jedna z założycielek Kościoła Adwentystów Dnia Siódmego (ur. 1827)
- 1916:
  - Hermann Haken, niemiecki prawnik, samorządowiec, burmistrz Kołobrzegu i nadburmistrz Szczecina (ur. 1828)
  - Victor Horsley, brytyjski neurolog, wykładowca akademicki (ur. 1857)
- 1917:
  - Harold Barlow, brytyjski tenisista (ur. 1860)
  - Wiktor Junosza-Piotrowski, polski architekt (ur. ?)
  - Fritz Krebs, niemiecki pilot wojskowy, as myśliwski (ur. 1896)
  - Philipp Scharwenka, polsko-niemiecki kompozytor, pedagog (ur. 1847)
- 1917 – Hans Kirschstein, niemiecki pilot wojskowy, as myśliwski (ur. 1896)
- 1919 – Taisuke Itagaki, japoński samuraj, polityk (ur. 1837)
- 1920 – Gyula Benczúr, węgierski malarz, pedagog (ur. 1844)
- 1921 – Alojza Rafaela Żółkowska, polska aktorka (ur. 1850)
- 1923 – Louis Couperus, holenderski pisarz (ur. 1863)
- 1928 – Bohumil Mořkovský, czechosłowacki gimnastyk (ur. 1899)
- 1930 – Juan Luis Sanfuentes, chilijski polityk, prezydenci Chile (ur. 1858)
- 1932 – Herbert Onslow Plumer, brytyjski marszałek polny, polityk, dyplomata (ur. 1857)
- 1936:
  - Stefan Loth, polski podpułkownik (ur. 1896)
  - Aleksander Łagiewski, polski kapitan pilot (ur. 1900)
  - Gustaw Orlicz-Dreszer, polski generał dywizji (ur. 1889)
- 1937 – George Nathan, irlandzki komandor porucznik (ur. 1895)
- 1938 – Giulio Serafini, włoski kardynał (ur. 1867)
- 1939:
  - Henri Le Sidaner, francuski malarz (ur. 1862)
  - Michał Sikorski, polski podpułkownik uzbrojenia, inżynier chemik (ur. 1882)
- 1940:
  - Harry Reynolds, irlandzki kolarz torowy (ur. 1874)
  - Eugeniusz Stecz, polski tytularny generał brygady (ur. 1868)
- 1942:
  - Paweł Barański, polski duchowny katolicki, Sługa Boży (ur. 1885)
  - Stanisław Bednarski, polski duchowny katolicki, Sługa Boży (ur. 1896)
  - Tadeusz Wiktor Fenrych, polski oficer, samorządowiec, działacz społeczny (ur. 1882)
- 1943:
  - Czesław Andrycz, polski architekt, urzędnik konsularny, dyplomata (ur. 1878)
  - Arthur Czellitzer, niemiecki okulista pochodzenia żydowskiego (ur. 1871)
- 1946 – Janusz Witwicki, polski architekt, historyk sztuki (ur. 1903)
- 1949 – Wiaczesław Iwanow, rosyjski poeta, dramaturg, filozof, tłumacz, krytyk literacki (ur. 1866)
- 1952 – John Boles, amerykański strzelec sportowy (ur. 1888)
- 1953 – Hilaire Belloc, brytyjski pisarz (ur. 1870)
- 1954:
  - Harry Broos, holenderski lekkoatleta, sprinter (ur. 1898)
  - Henri Frankfort, holenderski archeolog, badacz sztuki starożytnej (ur. 1897)
  - Piotr Leszczenko, rumuński duchowny prawosławny, piosenkarz, tancerz, restaurator pochodzenia ukraińskiego (ur. 1898)
  - Emil Zerbe, polski działacz socjalistyczny, polityk, poseł na Sejm RP, radny miejski Łodzi pochodzenia niemieckiego (ur. 1897)
- 1955:
  - Malcolm Chace, amerykański hokeista (ur. 1875)
  - Harry Rosenswärd, szwedzki żeglarz sportowy (ur. 1882)
- 1956:
  - Karel Hromádka, czeski szachista (ur. 1887)
  - Jan Józef Ludyga-Laskowski, polski major, działacz niepodległościowy (ur. 1894)
- 1958:
  - Birger Eriksen, norweski pułkownik (ur. 1875)
  - Harry Spanjer, amerykański bokser (ur. 1873)
- 1960:
  - Gaston Amson, francuski szpadzista, florecista (ur. 1883)
  - Albert Kesselring, niemiecki feldmarszałek (ur. 1885)
  - John P. Marquand, amerykański pisarz (ur. 1893)
  - Ivan Šarić, chorwacki duchowny katolicki, arcybiskup metropolita wszechbośniacki (ur. 1871)
- 1961:
  - Wiktoria Dzierżkowa, polska działaczka społeczna i ludowa (ur. 1885)
  - Janusz Iliński, polski hrabia, podpułkownik dyplomowany kawalerii, działacz niepodległościowy, dyplomata (ur. 1896)
- 1962:
  - Kazimierz Kummer, polski pisarz, dziennikarz radiowy (ur. 1934)
  - Michalina Krzyżanowska, polska malarka (ur. 1883 lub 89)
- 1963:
  - Nikołaj Asiejew, rosyjski poeta, teoretyk literatury, tłumacz (ur. 1889)
  - Gerald Patrick Aloysius O’Hara, amerykański duchowny katolicki, biskup Savannah, arcybiskup tytularny, dyplomata papieski (ur. 1895)
  - Wiktor Wąsik, polski historyk filozofii i pedagogiki, wykładowca akademicki (ur. 1883)
- 1965:
  - Filippo Caracciolo di Castagneto, włoski polityk, działacz sportowy (ur. 1903)
  - Antoni Franz, polski szermierz, trener (ur. 1905)
  - Simon Rodia, włoski architekt (ur. 1879)
- 1968 – Ferenc Keserű, węgierski piłkarz wodny (ur. 1903)
- 1970:
  - Frank Nelson, amerykański lekkoatleta, tyczkarz (ur. 1887)
  - Chajjim Mosze Szapira, izraelski polityk (ur. 1902)
- 1972 – Artur Młodnicki, polski aktor (ur. 1911)
- 1973 – Feg Murray, amerykański lekkoatleta, płotkarz (ur. 1894)
- 1974 – Nikołaj Czełnokow, radziecki generał major lotnictwa, polityk (ur. 1906)
- 1975:
  - Dionizy Bielański, polski instruktor lotnictwa (ur. 1939)
  - Guadalupe Ortiz de Landázuri, hiszpańska chemik, członkini Opus Dei, błogosławiona (ur. 1916)
- 1976:
  - Fernand Canteloube, francuski kolarz szosowy (ur. 1900)
  - Pawieł Doronin, radziecki generał major, polityk (ur. 1909)
  - Nikoloz Muscheliszwili, gruziński matematyk, wykładowca akademicki (ur. 1891)
  - Gehnäll Persson, szwedzki jeździec sportowy (ur. 1910)
- 1977:
  - Edward Drescher, polski chirurg dziecięcy, wykładowca akademicki (ur. 1912)
  - Frans Karjagin, fiński piłkarz (ur. 1909)
  - Kazimierz Krysiak, polski lekarz, weterynarz, wykładowca akademicki (ur. 1907)
  - Francesco Roberti, włoski kardynał, wysoki urzędnik Kurii Rzymskiej (ur. 1889)
- 1979:
  - Ilja Azarow, radziecki wiceadmirał (ur. 1902)
  - Alfred Deller, brytyjski śpiewak operowy, kompozytor (ur. 1912)
  - James McIntyre, amerykański duchowny katolicki, arcybiskup Los Angeles, kardynał (ur. 1886)
- 1980:
  - William Chalmers, szkocki piłkarz, trener (ur. 1907)
  - Stanisław Steczkowski, polski pułkownik AK, uczestnik powstania warszawskiego (ur. 1897)
  - Mihal Stefa, albański aktor, reżyser teatralny (ur. 1902)
  - Wadim Tikunow, radziecki generał, polityk (ur. 1921)
  - Richard Zenke, niemiecki malarz, pedagog (ur. 1901)
- 1981:
  - Harry Chapin, amerykański piosenkarz, muzyk, producent muzyczny, działacz humanitarny (ur. 1942)
  - Richard Hyland, amerykański rugbysta (ur. 1901)
  - Neda Spasojević, serbska aktorka (ur. 1941)
  - Jacob Wolfowitz, amerykański statystyk pochodzenia żydowskiego (ur. 1910)
- 1982:
  - Patrick Dewaere, francuski aktor, kompozytor (ur. 1947)
  - Charles Robberts Swart, południowoafrykański polityk, prezydent RPA (ur. 1894)
- 1983:
  - Jaroslav Krombholc, czeski dyrygent (ur. 1918)
  - Michel Micombero, burundyjski wojskowy, polityk, pierwszy prezydent Burundi (ur. 1940)
  - Helmuth Schwenn, niemiecki piłkarz wodny (ur. 1913)
  - David Ward, szkocki śpiewak operowy (bas) (ur. 1922)
- 1985:
  - Heinrich Böll, niemiecki pisarz, laureat Nagrody Nobla (ur. 1917)
  - Wayne King, amerykański dyrygent, klarnecista, kompozytor (ur. 1901)
- 1987 – Juraj Lupták, słowacki seryjny morderca (ur. 1942)
- 1989:
  - Nicolás Guillén, kubański poeta (ur. 1902)
  - Herbert von Karajan, austriacki dyrygent (ur. 1908)
- 1990:
  - Michaił Matusowski, rosyjski poeta, pieśniarz (ur. 1915)
  - Miguel Muñoz, hiszpański piłkarz, trener (ur. 1922)
  - Walentin Pikul, rosyjski pisarz (ur. 1928)
- 1991:
  - Meindert DeJong, amerykański autor literatury dziecięcej pochodzenia holenderskiego (ur. 1906)
  - Robert Motherwell, amerykański malarz (ur. 1915)
  - Wasilij Osipow, radziecki major lotnictwa (ur. 1917)
- 1993 – Genowefa Kobielska-Cejzikowa, polska lekkoatletka, miotaczka, trenerka, sędzia (ur. 1906)
- 1994:
  - Curt Froboese, niemiecki patolog (ur. 1891)
  - Julian Schwinger, amerykański fizyk, wykładowca akademicki, laureat Nagrody Nobla pochodzenia żydowskiego (ur. 1918)
- 1995:
  - Torfi Bryngeirsson, islandzki lekkoatleta, skoczek w dal i tyczkarz (ur. 1926)
  - Ahmad Mari, egipski aktor (ur. 1942)
  - Stephen Spender, brytyjski prozaik, poeta, tłumacz (ur. 1909)
- 1998:
  - Mahbub ul Haq, pakistański ekonomista (ur. 1934)
  - Zbigniew Karol Porczyński, polski chemik, wynalazca, kolekcjoner dzieł sztuki (ur. 1919)
- 1999:
  - John F. Kennedy Jr., amerykański prawnik, dziennikarz, pilot (ur. 1960)
  - André Martinet, francuski lingwista (ur. 1908)
- 2000:
  - Franciszek Adamczak, polsko-szwedzki paleontolog, wykładowca akademicki (ur. 1927)
  - Olga Glinkówna, polska tancerka, choreografka (ur. 1916)
  - György Petri, węgierski poeta, tłumacz, dziennikarz (ur. 1943)
  - Adam Szymusik, polski psychiatra, wykładowca akademicki (ur. 1931)
- 2001:
  - Morris, belgijski rysownik (ur. 1923)
  - Janina Oyrzanowska-Poplewska, polska lekarz weterynarii, wykładowczyni akademicka (ur. 1918)
  - Beate Uhse, niemiecka pilotka, bizneswoman (ur. 1919)
  - Władysław Węgorek, polski entomolog, wykładowca akademicki (ur. 1918)
- 2002:
  - John Cocke, amerykański informatyk (ur. 1925)
  - Sławomir Czajkowski, polski architekt, wykładowca akademicki (ur. 1932)
  - Zdzisław Kajak, polski hydrobiolog, wykładowca akademicki (ur. 1929)
  - Aleksandr Kołczinski, ukraiński zapaśnik (ur. 1955)
- 2003:
  - Celia Cruz, kubańska piosenkarka (ur. 1925)
  - Janusz Grodzicki, polski oficer marynarki handlowej, żeglarz, ekonomista (ur. 1914)
  - Carol Shields, amerykańska pisarka, poetka (ur. 1935)
- 2004:
  - Antonio Vitale Bommarco, franciszkanin konwentualny (ur. 1923)
  - George Busbee, amerykański polityk (ur. 1927)
  - Zbylut Grzywacz, polski malarz, grafik, rzeźbiarz, pedagog, publicysta, kolekcjoner (ur. 1939)
  - Məlik Məhərrəmov, radziecki pułkownik (ur. 1920)
  - Charles Sweeney, amerykański generał major lotnictwa (ur. 1919)
  - Maria Turlejska, polska socjolog, historyk, publicystka, wykładowczyni akademicka (ur. 1918)
- 2005:
  - Blue Barron, amerykański muzyk, lider orkiestry (ur. 1913)
  - Camillo Felgen, luksemburski piosenkarz, autor tekstów, prezenter radiowy i telewizyjny (ur. 1920)
  - John Ostrom, amerykański paleontolog (ur. 1928)
  - Dieter Wellershoff, niemiecki dowódca wojskowy (ur. 1933)
- 2006:
  - Otton Beiersdorf, niemiecki historyk, nauczyciel akademicki (ur. 1914)
  - Czesław Czaplicki, polski ekonomista, działacz konspiracyjny, żołnierz podziemia (ur. 1922)
  - Rosa Reichert, niemiecka narciarka alpejska (ur. 1925)
  - Ryszard Wojciechowski, polski polityk, poseł na Sejm RP (ur. 1931)
- 2007 – Dmitrij Prigow, rosyjski poeta, rzeźbiarz, performer (ur. 1940)
- 2008 – Jo Stafford, amerykańska piosenkarka (ur. 1917)
- 2009 – Peter Arundell, brytyjski kierowca wyścigowy (ur. 1933)
- 2010:
  - James Gammon, amerykański aktor (ur. 1940)
  - Jaroslav Hrbáček, czeski hydrobiolog (ur. 1921)
  - Kazimierz Imieliński, polski seksuolog (ur. 1929)
  - Janina Kałuska-Szydłowska, polska aktorka (ur. 1920)
- 2011:
  - Milo Anstadt, holenderski pisarz, publicysta pochodzenia żydowskiego (ur. 1920)
  - Albin Małysiak, polski duchowny katolicki, biskup pomocniczy krakowski (ur. 1917)
  - Joe McNamee, amerykański koszykarz (ur. 1926)
  - Kazimierz Neumann, polski wioślarz (ur. 1933)
- 2012:
  - Stephen Covey, amerykański pisarz (ur. 1932)
  - Jon Lord, brytyjski muzyk rockowy, kompozytor, założyciel zespołu Deep Purple (ur. 1941)
  - Henryk Wasilewski, polski lekkoatleta, średniodystansowiec (ur. 1953)
- 2013:
  - Nobuyuki Aihara, japoński gimnastyk (ur. 1934)
  - Todd Bennett, brytyjski lekkoatleta, sprinter (ur. 1962)
  - Torbjørn Falkanger, norweski skoczek narciarski (ur. 1927)
  - Ewa Sułkowska-Bierezin, polska dziennikarka, działaczka opozycji antykomunistycznej (ur. 1935)
- 2014:
  - Karl Albrecht, niemiecki przedsiębiorca (ur. 1920)
  - Szymon Szurmiej, polski aktor, reżyser, polityk, poseł na Sejm PRL, działacz społeczności żydowskiej (ur. 1923)
  - Johnny Winter, amerykański wokalista i gitarzysta bluesowy (ur. 1944)
- 2015:
  - Alcides Ghiggia, urugwajski piłkarz (ur. 1926)
  - Sławomir Gołaszewski, polski filozof kultury, poeta, kompozytor, muzyk, dziennikarz, felietonista (ur. 1954)
  - Jack Goody, brytyjski antropolog społeczny (ur. 1919)
  - Eugeniusz Ochendowski, polski prawnik, polityk, poseł na Sejm PRL (ur. 1925)
  - Henryk Podedworny, polski ekonomista rolny (ur. 1927)
- 2016:
  - Nate Thurmond, amerykański koszykarz (ur. 1941)
  - Kazimieras Uoka, litewski polityk (ur. 1951)
  - Alan Vega, amerykański piosenkarz (ur. 1938)
  - Jacek Wiesiołowski, polski historyk (ur. 1940)
- 2017:
  - George A. Romero, amerykański reżyser filmowy (ur. 1940)
  - Lech Tyszkiewicz, polski historyk, mediewista (ur. 1931)
- 2018:
  - Robin Jones, amerykański koszykarz (ur. 1954)
  - Ewa Juszko-Pałubska, polska adwokat, działaczka opozycji antykomunistycznej (ur. 1948)
  - Marian Kucharski, polski fotograf (ur. 1930)
  - Jerzy Piskun, polski koszykarz (ur. 1938)
- 2019 – John Paul Stevens, amerykański prawnik, sędzia Sądu Najwyższego (ur. 1920)
- 2020:
  - Norbert Honsza, polski germanista, kulturoznawca (ur. 1933)
  - Jamie Oldaker, amerykański muzyk rockowy, perkusista, perkusjonista (ur. 1951)
  - Phyllis Somerville, amerykańska aktorka (ur. 1943)
- 2021:
  - Biz Markie, amerykański raper, didżej, aktor, prezenter telewizyjny (ur. 1964)
  - Surekha Sikri, indyjska aktorka (ur. 1945)
  - Jerzy Tokarski, polski inżynier budownictwa, samorządowiec, prezydent Inowrocławia (ur. 1945)
- 2022:
  - Georgs Andrejevs, łotewski anestezjolog, dyplomata, polityk, minister spraw zagranicznych, eurodeputowany (ur. 1932)
  - Herbert W. Franke, austriacki pisarz (ur. 1927)
  - José Guadalupe Galván Galindo, meksykański duchowny katolicki, biskup Ciudad Valles i Torreón (ur. 1941)
  - Andrzej Jucewicz, polski dziennikarz i działacz sportowy, prezes Polskiego Związku Tenisowego (ur. 1932)
  - Jadwiga Piątkowska-Witkowska, polska dziennikarka i spikerka telewizyjna (ur. 1933)
  - Stanisław Pomprowicz, polski prawnik, żołnierz AK, działacz społeczny i polityczny, autor publikacji historycznych (ur. 1925)
  - Wira Wowk, ukraińska poetka, historyk literatury, tłumaczka (ur. 1926)
- 2023:
  - Luigi Bettazzi, włoski duchowny katolicki, biskup Ivrei (ur. 1923)
  - Jane Birkin, brytyjska aktorka (ur. 1946)
  - Zygmunt Cybulski, polski chemik, wykładowca akademicki, polityk, poseł na Sejm i senator RP (ur. 1935)
  - Harry Gordon Frankfurt, amerykański filozof, wykładowca akademicki pochodzenia żydowskiego (ur. 1929)
  - Grzegorz Kochanek, polski piłkarz (ur. 1960)
  - Kevin Mitnick, amerykański informatyk, cracker (ur. 1963)
  - Wojciech Walkiewicz, polski trener i działacz kolarski (ur. 1938)
- 2024:
  - Joe Bryant, amerykański koszykarz, trener (ur. 1954)
  - Ewa Ciepiela, polska aktorka (ur. 1941)
  - Publio Fiori, włoski prawnik, polityk, minister transportu (ur. 1938)
  - Michaił Wiarhiejenka, białoruski piłkarz, działacz i trener piłkarski (ur. 1950)
- 2025:
  - Bas Tajpan, polski raper, wokalista, autor tekstów (ur. 1978)
  - Bill Clay, amerykański polityk (ur. 1931)
  - Ahmed Faras, marokański piłkarz (ur. 1946)
  - Connie Francis, amerykańska piosenkarka (ur. 1937)
  - Asbjørn Jordahl, norweski polityk, burmistrz Kristiansund, minister transportu i komunikacji (ur. 1932)
  - Gary Karr, amerykański kontrabasista jazzowy (ur. 1941)
  - Leon Kłonica, polski inżynier rolnik, polityk, poseł na Sejm PRL, minister rolnictwa (ur. 1929)
  - Javier Moscoso, hiszpański prawnik, polityk, minister ds. prezydencji, prokurator generalny (ur. 1934)